# Karl Hagemann (Autor)

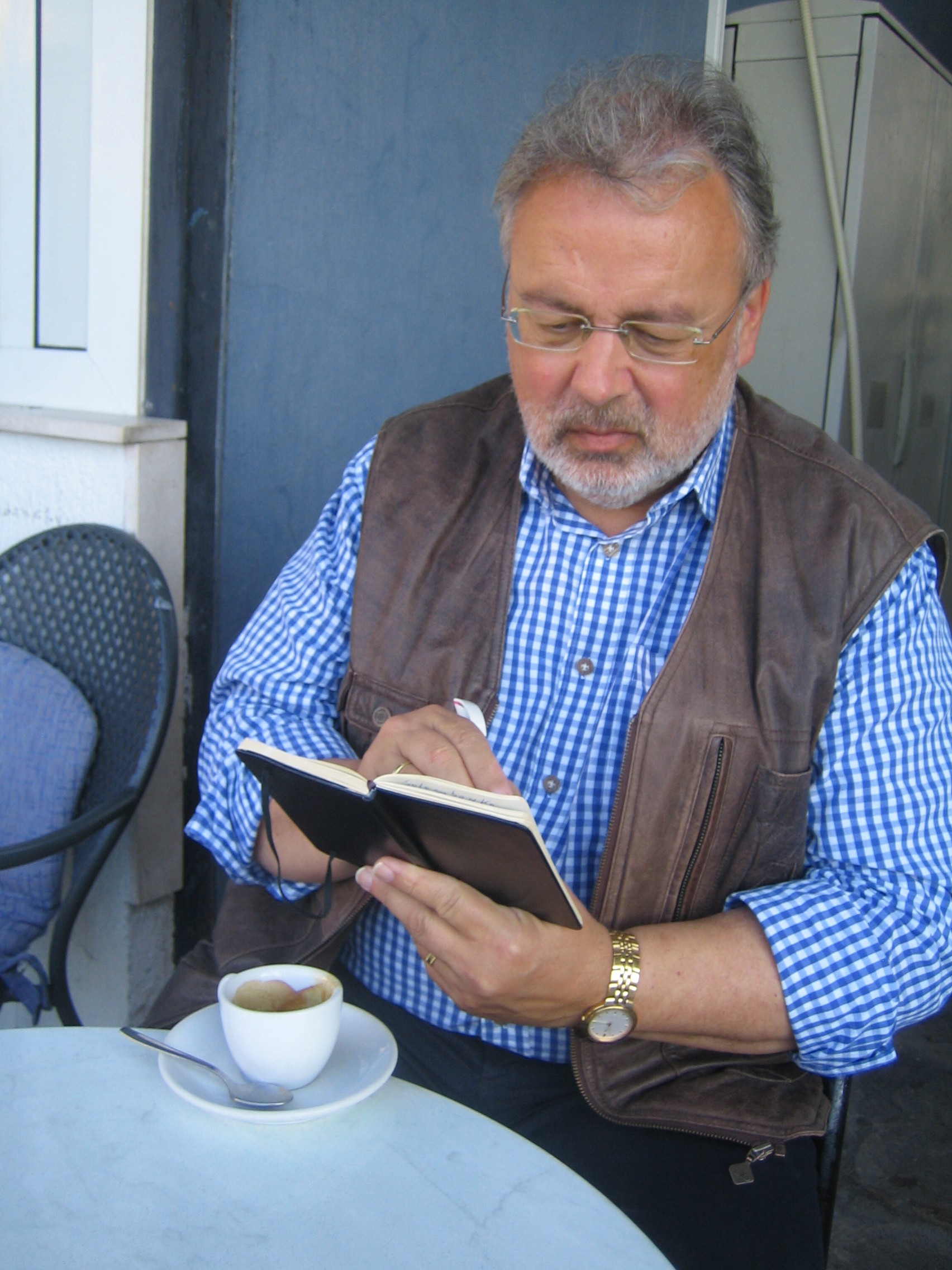
Karl Hagemann

Karl Hagemann (* 14. April 1953 in Neuenkirchen, Kreis Steinfurt) ist ein deutscher Journalist und Buchautor. Er arbeitete als Zeitungsredakteur, Radiojournalist, Fernsehmoderator und Pressesprecher.

## Leben und Wirken
Karl Hagemann wurde als Sohn eines Bauingenieurs und Leiters von Statikbüros geboren und hat mehrere Geschwister. Hagemann besuchte nach der Volksschule in Neuenkirchen das Gymnasium Dionysianum in Rheine, das er 1973 mit dem altsprachlichen Abitur abschloss. An der Westfälischen Wilhelms-Universität Münster studierte er Geschichte, Germanistik und Publizistik und war Stipendiat des Instituts für Begabtenförderung der Konrad-Adenauer-Stiftung. Er schloss das Studium mit dem Staatsexamen ab. Später studierte er parallel zum Berufsleben Katholische Theologie an der Domschule Würzburg  im Fernstudium.
Bereits während des Studiums arbeitete Hagemann als ständiger freier Mitarbeiter für die Münstersche Zeitung und die Münsterländische Volkszeitung. Nach einem zweijährigen Volontariat bei den Westfälischen Nachrichten wurde er dort Redakteur für die Ressorts „Münster-Stadt“ und „Aus aller Welt“. 1983 wechselte er als Hörfunk- und Fernsehredakteur zum WDR-Landesstudio Münster. Neben der Autorentätigkeit war er auch Moderator der Sendung „WDR regional – Radio Münsterland“ und des „Münsterland-Magazins“ (heute Lokalzeit). Mehrere Jahre arbeitete er im Programmmanagement als Chef vom Dienst. Zu seinen größeren Fernseharbeiten gehören Fernsehfeatures über das Wallfahrtswesen, den ersten münsterischen Bischof, Bischof Ludgerus von Münster, Kardinal von Galen und die Sakralkunst im Bistum Münster.
Anfang 1994 wechselte Hagemann in den kirchlichen Dienst und wurde Pressesprecher des Bistums Münster und Diözesanbeauftragter für privaten Rundfunk. Seit 2013 ist er Privatier.

## Engagement und Mitgliedschaften (Auswahl)
Hagemann war viele Jahre Mitglied des Diözesanrates und Vertreter des Bistums Münster im Zentralkomitee der deutschen Katholiken. Außerdem ist er Mitglied der Gesellschaft Katholischer Publizistinnen und Publizisten Deutschlands (GKP), der Gesellschaft für Christlich-Jüdische Zusammenarbeit und des Kolpingwerks. In den achtziger und neunziger Jahren war er Schöffe am Landgericht Münster und Sprecher der Altstipendiaten der Konrad-Adenauer-Stiftung am Hochschulort Münster.
1995 wurde er im Bamberger Dom in den Ritterorden vom Heiligen Grab zu Jerusalem aufgenommen, war acht Jahre ehrenamtlicher Pressesprecher der Deutschen Statthalterei und leitete die Medienkommission des Ordens. 2001 wurde er zum Komtur und 2008 zum Komtur mit Stern promoviert. Hagemann initiierte die CD "Münsters schönste Karnevalslieder".

## Veröffentlichungen
- Münster – Stadt der Kirchen. 70 Gotteshäuser und ihre Gemeinden im Porträt. Verlag Aschendorff, Münster, 1983, ISBN 3-402-05204-0
- 250 Jahre Dyckburgkirche Münster (Hg.). Privatdruck St. Mariä Himmelfahrt Münster, 1990
- Officium meum est pontificium. Erinnerungen an Paul Ketteler (Hg.). Privatdruck Deutsches Studentenheim, Münster, 1994
- Schöne Kirchen im Münsterland. Verlag Aschendorff, Münster 2001, ISBN 3-402-05170-2
- Wahrheit und Dichtung. Autobiografische Erinnerungen 1953–2003. Privatdruck, 2003
- 400 Jahre Bürgerschützenverein Neuenkirchen (Hg.), Privatdruck Bürgerschützenverein, 2004
- Scripta. Texte aus 50 Jahren 1963–2013. Privatdruck, 2013
- 100 prominente Münsteraner und ihre Grabstätten. Ardey Verlag, Münster, 2015, ISBN 978-3-87023-383-9
- „In diesem frommen sittlichen Kreise“. Goethe in Münster. Verlag Schnell, Warendorf, 2017, ISBN 978-3-87716-659-8

## Filme (Auswahl)
- 1984: Der heilige Ludgerus. Missionar, Bischof und Schutzpatron – Landesspiegel (WDR)
- 1985: Wallfahrt heute. Pilgerndes Gottesvolk unterwegs – Landesspiegel (WDR)
- 1986: Vor 40 Jahren gestorben: Kardinal von Galen 1946–1986, – Rückblende (WDR/NDR)
- 1989: Der Löwe von Münster. Neue Forschungen über Kardinal von Galen – Landesspiegel (WDR)
- 1992: Zur Trösterin der Betrübten. 350 Jahre Wallfahrt nach Kevelaer – Landesspiegel (WDR)
- 1993: Unsichtbares sichtbar machen. 1200 Jahre Kunst im Bistum Münster – Landesspiegel (WDR)